# Đặng Đại Độ
Đặng Đại Độ (1728-1765) là vị danh thần dưới thời chúa Nguyễn Phúc Khoát trong lịch sử Việt Nam, thuộc dòng dõi Quốc công Đặng Tất.

## Tiểu sử
Đặng Đại Độ sinh ra trong một gia đình quan lại lâu đời ở làng Cư Triền, huyện Đăng Phong, phủ Quảng Bình, nay là làng Quảng Cư, thị trấn Kiến Giang, Lệ Thủy, Quảng Bình. Dòng họ này được Đại Nam Địa dư chí ước biên khen ngợi:
Họ Đặng Đại giữ mình trong sạch 
Cha con cùng triều nức tiếng thơm
Dòng họ này đóng góp nhiều công lao cho việc dân an xứ Đàng Trong.
Thân sinh ông là Kim tử Vinh lộc đại phu, Tuy Lộc hầu Đặng Đại Lược (1690-1764) từng làm việc ở Hàn Lâm viện (Văn Chức viện), Ký lục dinh Bố Chính, Cai bạ dinh Quảng Nam,... Quốc sử quán triều Nguyễn Đại Nam Liệt Truyện cho biết Đặng Đại Lược là người khí tiết, làm quan nổi tiếng thanh liêm nên cảnh nhà nghèo khó. Con ông nhiều người làm quan to: Khâm sai Tham luận Dượng Trực hầu Đặng Đại Kỷ; Liệt Triều Quang Lộc Đại phu, Hàn Lâm viện, Bình Thiệu bá Đặng Đại Đồng; Tri phủ Đặng Đại Lượng,...Trong đó, Thạc Đức hầu Đặng Đại Độ là người nổi bật hơn cả.
Từ nhỏ Đặng Đại Độ "nổi tiếng là người học hạnh". Ông đỗ khóa thi Hương Tiến, học vị cao nhất xứ Đàng Trong lúc bấy giờ và được bổ vào Văn Chức viện. Năm 1748, ông được thăng làm Ký lục dinh Bình Khang.
Năm 1761, người bản địa ở phía tây Quảng Ngãi mà lịch sử gọi là Man Thạch Bích nổi dậy chống lại triều đình. Căn cứ của họ là núi Thạch Bích cao chót vót, vách đá dựng đứng. Đường lên khúc khuỷu cheo leo, phải vượt qua nhiều vực sâu, lam sơn chướng khí trùng trùng. Quân đội của người Man có tổ chức, thiện chiến với lối đánh du kích thoắt ẩn thoắt hiện làm cho quan quân "tưởng thôi lạc phách, nhớ đến kinh hồn"(1). Đặng Đại Độ được lệnh cầm quân đánh dẹp. Nhờ có tài thao lược nên ông đã dẹp tan cuộc nổi dậy của người Man, giữ yên biên cảnh. Sau đó, chúa bổ làm Ký lục dinh Trấn Biên.
Đặng Đại Độ làm quan thanh liêm hiếm thấy: "ai đưa cho cái gì nhất thiết đều từ chối" (2). Người đời tôn kính, khen là "băng thanh ngọc khiết" (3), tức là trong như băng, sạch như ngọc.
Ông là vị quan nổi tiếng công minh, chính trực. Ở những nơi ông làm việc, quan tham và cường hào ác bá không chốn dung thân. Thủ phạm dù là ai cũng được xử lý nghiêm minh theo phép nước. Nhà sử học nổi tiếng, GS Trần Văn Giàu đánh giá Đặng Đại Độ là vị quan "chính trực hiếm hoi"của những năm thuộc nửa sau thế kỷ XVIII. Nhiều câu chuyện ca ngợi khí phách và tài xử án của ông được nhân dân lưu truyền và đi vào sử sách. Trong đó, có lẽ nổi tiếng nhất là sử trạng được Đại Nam liệt truyện chép lại, nội dung như sau:
Có hai viên quan cai đội hầu cận chúa đến Biên Hòa tìm ca nhi đưa về kinh biểu diễn cho chúa xem. Cậy thế là người tâm phúc của chúa nên chúng vô cùng hống hách, làm nhiều điều trái phép. Đặng Đại Độ tiến hành điều tra rồi thăng đường xử án. Với chứng cứ rành rành, chúng phải cúi đầu nhận tội. Yêu dân phải lấy việc trừ cái ác làm đầu, ông ra lệnh giết chúng rồi bêu xác ở cửa chợ Biên Hòa nhằm thị uy những kẻ cậy quyền thế không tuân theo phép nước.
Biết mình xử trọng án vượt quyền thiên tử nên xử xong ông tự mặc áo đơn, đeo gông ngắn, đi bộ về kinh xin nhận tội. Người con đi theo thấy cha dãi nắng dầm sương, muốn thuê võng cáng nên nói:
- Chừng nào về đến kinh đô sẽ hay, còn bây giờ cha nên lên võng mà đi.
Ông nói:
- Lại có hạng tội nhân mong được nhàn hạ ư ?
Đi ròng rã hơn một tháng trời mới về đến kinh đô Phú Xuân. Ông đến Bộ Hình trình bày sự việc rồi xin vào ngục đợi tội. Bộ Hình đem việc tâu lên, xem xét xong chúa cho vời vào. Thấy ông không mang theo triều phục, chúa ban cho mũ áo. Đặng Đại Độ xin chịu tội. Chúa bảo rằng:
- Khanh có tội gì, mà tự lao khổ thế ? Trước kia ta sai đi chọn một vài con hát để tiêu khiển lúc rỗi, không ngờ lũ tiểu nhân đi ra, cậy thế ức hiếp người! Khanh giết đi là phải. Có tội gì đâu. Vậy bỏ qua việc ấy đi.
Lập tức, chúa thăng Đặng Đại Độ làm Khâm sai tuần hành ngũ phủ (Quảng Ngãi, Quy Nhơn, Phú Yên, Bình Khang, Bình Thuận) kiêm Tuần phủ Gia Định, được quyền bãi hay thăng chức quan lại ở sáu phủ trên. Mặc dù trở thành vị đại thần uy danh lừng lẫy nhưng Khâm sai Đặng Đại Độ vẫn rất mực giản dị, khiêm nhường, hết lòng tận tụy với việc nước, việc dân.
Không lâu sau, ông lặng lẽ qua đời lúc mới 37 tuổi. Chúa Nguyễn tiếc thương, ban thụy Trung Cần.
Dù cuộc đời của Khâm sai Đặng Đại Độ đã vĩnh viễn khép gần 250 năm, nhưng khí khái của ông vẫn vang danh trong sử sách và vĩnh tồn trong lòng dân. Trong "Đại lễ kỷ niệm 300 năm Sài Gòn – Gia Định (1698-1998)", hình ảnh ông được tái hiện trong vỡ diễn "Dũng khí Đặng Đại Độ" đã gây nhiều cảm xúc cho người dân Phương Nam. Vỡ diễn này đã trở thành một những vỡ diễn tiêu biểu của nền sân khấu Việt Nam. Ngày nay, ở Thành phố Hồ Chí Minh, Đồng Nai,… đã có đường mang tên ông.

## Đánh giá
Nhà nghiên cứu Vũ Ngọc Liễn: "hình tượng Đặng Đại Độ gần với hình tượng Bao Công", "một con người trung trực hiếm thấy trên đời, soi sáng muôn đời"
Nghệ sĩ Nhân dân Đinh Bằng Phi: "Băng thanh ngọc khiết" (trong như băng, sạch như ngọc)
Giáo sư Nguyễn Khắc Thuần: "Vì mục đích an dân, Đặng Đại Độ sẵn sàng nghiêm trị bất cứ một ai dám nhũng nhiễu dân. Thế ra, phép nước nghiêm hay không nghiêm, trước hết đều do ở người thực thi phép nước. Cổ kim vẫn có không ít những vị quan dũng cảm, dám vì công lý mà to gan đụng độ với các đấng quan trên; nhưng nghiêm với chính mình và tự xử chính mình như Đặng Đại Độ, quả thật là rất hiếm. Cuộc đời của ông đã vĩnh viễn khép lại từ lâu, nhưng khí khái của ông thì vĩnh tồn với đất Biên Hòa - Gia Định, với tất cả những ai khao khát quốc thái dân an."

TS. Đinh Văn Hạnh: "Ba danh nhân Quảng Bình: Nguyễn Hữu Hào, Nguyễn Hữu Cảnh, Đặng Đại Độ tiêu biểu cho ba thời kỳ khác nhau của quá trình mở cõi. Nguyễn Hữu Hào mang gươm đi mở cõi; Nguyễn Hữu Cảnh xác lập chủ quyền trên vùng đất mới; Đặng Đại Độ an dân để xây dựng một xã hội tốt đẹp trên phần đất cuối trời Nam. Cả ba dũng khí đã thu phục nhân tâm. Họ là những người cả tài đức, lẫn văn võ song toàn đến độ mẫu mực. Có binh hùng tướng mạnh mà không dùng binh, tránh thương vong cho cả hai phía. Tất cả họ có quyền lực mà rất gần gũi với dân, rất mực yêu thương dân; có tầm nhìn chiến lược mà không tham chức tước; công minh, chính trực và thanh liêm đến mẫu mực. Họ mang gươm đi mở cõi nhưng chính nhân tâm hiếu hòa đã để lại cho hậu thế một vùng đất cá tính cùng nhiều bài học vĩnh cửu trong lịch sử phát triển của dân tộc. Với những gì thuộc về tài năng, đức hạnh và cống hiến từ những con người của cùng một vùng đất, Nguyễn Hữu Hào, Nguyễn Hữu Cảnh và Đặng Đại Độ, trong vòng chưa tới 100 năm của thời mở cõi, có thể nói là vô tiền khoáng hậu!"
Giáo sư, Nhà giáo Nhân dân, Anh hùng lao động Trần Văn Giàu: "một trường hợp quan lại chính trực hiếm hoi của những năm thuộc nửa sau thế kỷ XVIII"
Giáo sư Nguyễn Khắc Thuần: "Từng nghe, quan tòa xử tội nhân chứ chưa từng nghe quan tòa tự xử quan tòa, thế mà Đặng Đại Độ,…"
Phan Tâm Duyên: "Hành động cương trực, an dân của Đặng Đại Độ được xem là dũng khí của bậc đại thần, nhân dân ngưỡng mộ và lưu truyền trong lịch sử"

## Anh em
Tám anh em trai, bảy người ra làm quan. Nổi bật:
- Khâm sai Tham luận, Dượng Trực hầu Đặng Đại Kỷ
- Liệt Triều Quang Lộc Đại phu, Hàn Lâm viện, Bình Thiệu bá Đặng Đại Đồng
- Tri phủ Đặng Đại Lượng